# Лесь Гринюк
Лесь Гринюк, повне ім'я Олекса Якимович Гринюк, псевдонім Ст. Віль (25 березня 1883, с. Воскресинці — 7 липня 1911, с. Воскресинці) — український письменник, перекладач, громадський діяч. Редактор літературних і періодичних видань.

## Життєпис
Олекса Гринюк народився 25 березня 1883 року в селянській родині в селі Воскресинці, поблизу Коломиї. Після навчання у початковій сільській школі склав іспити до Коломийської гімназії. У цей час він почав писати. Попавши під вплив творчості Василя Стефаника, Лесь у своїх оповіданнях, новелах, нарисах сповідував стефаникову лаконічність та простонародність, крім того він ще й спробував себе в поезії.
У 1902 році, з відзнакою закінчивши Коломийську гімназію, Гринюк вступив до Львівського університету на юридичний факультет. Але через важку хворобу та складний фінансовий стан йому довелося полишити навчання та повернутися на Коломийщину — заробляти на життя та підтримувати сім'ю. Ще у старших класах школи почав писати поезії у прозі та новели. Тепер редагував публіцистичні та літературні видання, а також займався репетиторством.
Про високий художній рівень його творів свідчить той факт, що частина з них побачила світ на сторінках «Літературно-наукового вісника». У 1904 на кошти відомого друкаря-філантропа Євгена Крушинського вийшла перша збірочка прозових творів Л. Гринюка під назвою «Весняні вечори». До збірки увійшли майже всі найкращі твори письменника гімназійного періоду і серед них новели «Картка з дневника», «Старий пан», «Настася», «Троє дітей», «Синове весілля», «Смерть», поезії в прозі «Кипить життя», «Через гори». На жаль, досі не зібрані інші прозові твори, хоч автор вступної статті до другого видання «Весняних вечорів», здійсненого до десятиріччя смерті поета, нагадував про необхідність пошуків неопублікованих творів письменника.
Був редактором газети «Поступ» з 1903 до 1905 року, яка виходила в Коломиї і була відома тим, що в ній І Франко опублікував свою працю «Що таке поступ», та чернівецької газети «Буковина» з 1907 до 1908 року, дописував до львівської газети «Діло».
Сум і безнадія, зумовлені хворобою, тяжкими матеріальними умовами, в яких молодому письменникові здебільшого доводилося проживати, особливо позначились на поетичній творчості Л. Гринюка. Тепер головною сферою його діяльності стала перекладацька робота. Перші переклади з‘явилися ще раніше. Здійснений під псевдонімом С. Віля переклад Гоголевого «Тараса Бульби» вийшов друком у 1903. Згодом побачили світ також перекладені Л. Гринюком «Три оповідання» Л. Андреєва, комедія Б. Б‘єрнсона «Новоженці», популярний «Начерк соціології» Ахеліса і відомий твір Ф. Ніцше «Так мовив Заратустра». Всі вони з‘явилися в серії «Загальної бібліотеки» у видавництві «Галицька накладня», керівником якої був Яків Оренштайн. Дві останні праці, а саме переклад популярного «Вступу до метафізики» та «Історію філософії» Шеглера письменник так і не встиг закінчити.
Гринюк друкував свої розвідки у львівських, чернівецьких, коломийських виданнях і редагував кілька коломийських газет. Паралельно він писав — нариси, ессе, новели, вірші. У всій своїй творчості він тяжів до соціально-психологічної прози Стефаника, описуючи тогочасні реалії покутського села.
Короткий був його шлях. За складних умов суспільно-політичного життя, матеріальної скрути й невиліковної хвороби Лесь Гринюк прожив усього двадцять сім років.
Помер 7 липня 1911 року. Похований у рідному селі Воскресинці.

## Творчість
Твори
- Збірка оповідань «Весняні вечори» (Коломия, 1904).
  - «Кипить життє»;
  - «Весняні вечері»;
  - «Картка з дневника»;
  - «Старий пан»;
  - «Настася»;
  - «Троє дітей»;
  - «Синове весіллє»;
  - «Смерть»;
  - «Через гори»
- Поезія в альманасі «За красою» (Чернівці).

Переклади
- Микола Гоголь. «Тарас Бульба». Переклад з російської: Ст. Віля. Коломия: ? 1909. ? стор.
  - (перевидання) Микола Гоголь. «Тарас Бульба». Переклад з російської: Ст. Віля. Вінніпеґ: Канадійсько-Українська Видавнича Спілка. 1918. 201 стор.
- Б'єрнстьєрне Б'єрнсон. «Новоженці». Переклад і адаптація з норвезької: Лесь Гринюк. (Коломия, 1910).
- Фрідріх Ніцше. Так мовив Заратустра: Книга для всіх і для нікого. Переклад з німецької Лесь Гринюк. Коломия: Галицька накладня Якова Оренштайна. 1910 — 516 с.
  - (перевидання) Фрідріх Ніцше. Так мовив Заратустра: Книга для всіх і для нікого (перша частина). Переклад з німецької Лесь Гринюк. Київ-Берлін: «Знаття то сила». 1910 — 120 с.
- Леонід Андреєв. «Три оповідання („Воля“, „Пропасть“, „Сміх“)». Переклад з російської: Лесь Гринюк. (Коломия, ?).

Завдяки праці його небожа Василя Гринюка та при сприянні журналіста газети «Червоний прапор» Михайла Копиленка 18 березня 1966 року вперше була опублікована стаття-розвідка про Леся Гринюка.